# Taraxacum subhuelphersianum
Taraxacum subhuelphersianum — вид квіткових рослин з родини айстрових (Asteraceae). Ареал: Чехія, Данія, Фінляндія, Німеччина, пн.-зх. європейська Росія, Польща, Україна; інтродукований до Великої Британії та Британської Колумбії; це багаторічна рослина помірних біомів.
Taraxacum subhuelphersianum sect. Taraxacum. Основні діагностичні ознаки цього таксону: черешки вузькокрилаті, зовні бліді, зсередини червоні; листки світло-зелені, бічні частки відігнуті, дельтоподібні, зазвичай гострі та цілокраї з обох країв; кінцева частка більша за бічні частки, від тупої до гострої, без верхівки, часто з однією або двома виїмками; зовнішні приквітки звисають, з чіткими краями, 3–4.5 мм ушир; квіткові голови ≈45 мм у діаметрі, опуклі.